# تانجاي
تانجاي هي مدينة ساحلية تقع في إقليم أورينتال نيغروس ضمن منطقة بيسايا الوسطى في الفلبين، تتميز بموقعها على الساحل الشرقي لجزيرة نيغروس، وتعد من المراكز الحضرية المتوسطة في الإقليم.

## الجغرافيا
تقع تانجاي على بعد نحو 31 كيلومترًا شمال مدينة دوماغويتي، عاصمة الإقليم. يحدها من الشرق مضيق تانجاي الذي يفصل جزيرة نيغروس عن جزيرة سيكويور، ومن الغرب المناطق الزراعية الداخلية. تضم المدينة أراضي منبسطة نسبيًا على الساحل، إضافة إلى تلال منخفضة في الداخل.

## السكان
يبلغ عدد سكان تانجاي أكثر من 80 ألف نسمة (وفقًا لإحصاء 2020)، ويشكل السيبوانيون (Cebuano) النسبة الأكبر من سكانها، مع وجود مجموعات صغيرة من لغات ولهجات فيسايا الأخرى، الديانة السائدة هي المسيحية الكاثوليكية، إضافة إلى أقليات من البروتستانت والمسلمين.

## الثقافة والاقتصاد
يعتمد اقتصاد المدينة على الزراعة، خصوصًا زراعة قصب السكر، وجوز الهند، والأرز، إضافة إلى صيد الأسماك. كما توجد أنشطة صناعية صغيرة مثل معالجة المنتجات الزراعية، وصناعة الأغذية المحلية. التجارة والخدمات في وسط المدينة تشكل أيضًا مصدر دخل مهم للسكان.
تشتهر تانجاي بمهرجان بودبود كابوج (Budbod Kabog Festival) الذي يقام سنويًا في شهر يوليو، ويحتفي بحلوى الأرز المحلية المعروفة بـ "بودبود كابوج" المصنوعة من بذور نبات الدخن (kabog)، يتخلل المهرجان عروض رقص تقليدية، ومسيرات، وأسواق شعبية.